# Луна-парк

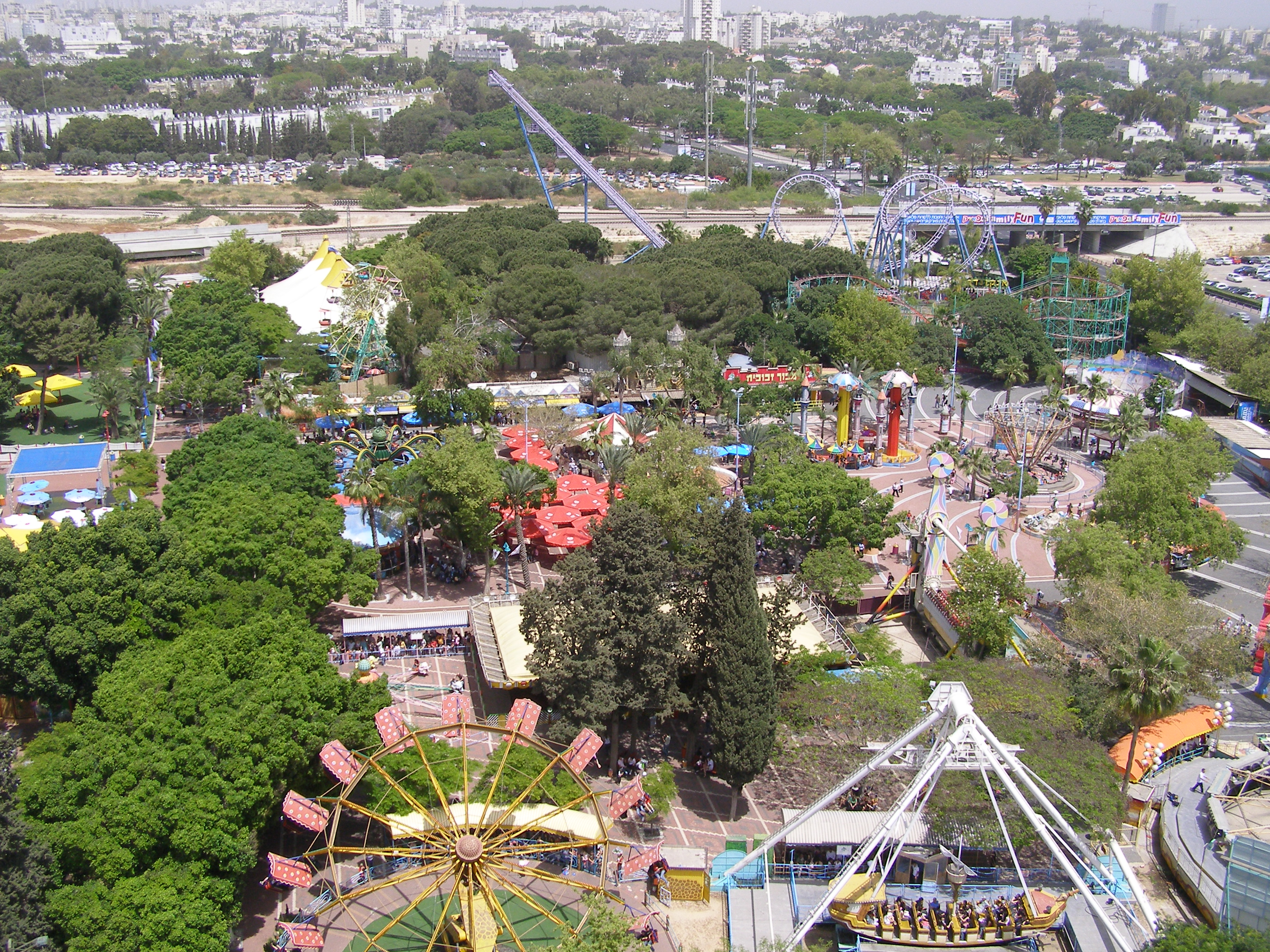
Луна-парк Тель-Авива

Лу́на-парк (англ. Luna park) — разновидность парка развлечений, несколько аттракционов, собранных в одном месте. Получил своё название вслед за первым Луна-парком, который был назван по названию корабля, участвовавшего в аттракционе «Полёт на Луну»; корабль был назван «Лу́на» в честь Лу́ны Данди, сестры одного из создателей парка Элмера Данди; см. en:Luna Park, Coney Island.
Первый луна-парк в России был открыт в мае 1912 года в Санкт-Петербурге на Офицерской улице (ныне улица Декабристов) дом № 39. Построен английской компанией на деньги русского миллионера. Луна-парк Санкт-Петербурга был выполнен в таком же стиле, как и луна-парк Лондона. В 1924 году луна-парк разобрали, и теперь на его месте находится стадион НГУ имени П. Ф. Лесгафта, Санкт-Петербург.